# Gulfport (Mississippi)
Gulfport è una cittadina statunitense, co-capoluogo, insieme a Biloxi, della Contea di Harrison, nello Stato del Mississippi. È la seconda città più popolosa dello stato dopo la capitale Jackson.

## Geografia
Situata nella parte costiera dello Stato del Mississippi, affacciata sul Golfo del Messico, tra Long Beach, ad ovest, e Biloxi, ad est.

## Storia
Un primo insediamento vicino all'odierna città, noto come Mississippi City, apparve su una mappa del Mississippi del 1855. Mississippi City è stata il capoluogo della contea di Harrison dal 1841 al 1902, ma oggigiorno è un sobborgo orientale di Gulfport.
Gulfport è stata costituita il 28 luglio 1898. La città è stata fondata da William H. Hardy, presidente della Gulf and Ship Island Railroad (G&SIRR), una compagnia ferroviaria che forniva i collegamenti tra la costa le segherie dell'entroterra. Nel 1902 furono ultimati anche i lavori di costruzione del porto che poté così entrare in funzione.
La posizione della città sulla costa l'ha resa vulnerabile agli uragani che funestano il golfo del Messico. Il 17 agosto 1969 Gulfport e la costa del Mississippi furono colpite dall'uragano Camille. Classificato come tempesta di categoria 5, Camille è stato il secondo più forte uragano ad approdare negli Stati Uniti nella storia. La tempesta ha ucciso direttamente 143 persone in Alabama, Mississippi e Louisiana.
Il 29 agosto 2005 Gulfport è stata pesantemente danneggiata dal passaggio dell'uragano Katrina. Il 29 agosto 2005, Gulfport è stata colpita dal fronte orientale dell'uragano Katrina, classificato di categoria 3. Quel giorno gran parte della città è stata allagata o distrutta da violenti venti che si sono protratti per più di 16 ore.

## Infrastrutture e trasporti

### Strade
La principale via d'accesso a Gulfport è l'autostrada interstatale I-10. La città è attraversata in senso est-ovest dalla U.S. 90 mentre da nord è servita dalla U.S. 49.

### Aeroporti
La città è servita dall'aeroporto Internazionale di Gulfport-Biloxi.